# Cherebo család
A verebélyi Cherebo család egy Bars vármegyei és verebélyi széki egyházi nemes család.

## Eredete
Egyik ágából Petri Werebeli alias Cherebo, aki Szatmárban is tevékenykedett, 1562. szeptember 27-én címeres nemeslevelet szerzett. Kihirdették Bars vármegyében 1581. augusztus 31-én. Az 1587-es (?) verebélyi urbariumban Cherebo Tamás szerepel.
1683-ban Cherebo Péter mint nemespanni egyházi nemes esett el a párkányi csatában. 1699-ben Cserebu Mihály volt megerősítve birtokaiban Dicskén és Verebélyen. A 18. század elején Cserebu Péter volt birtokos Dicskén.
1773-ban dicskei Cherebo Erzsébetet, aki Tajnán száraz dajkaként szolgált, lopáson kapták. 1776-ban Batthyány József érseknek hódoló bandériumban Cserebo Károly lovas volt. 1798-ban a nemesdicskeiek panaszkodtak a verebélyi széknél, hogy Cherebo Ignác saját kocsmát nyitott, annak ellenére hogy a helyi közbirtokosság csak egy kocsma tartásában állapodott meg.
Cserebo Mihály verebély széki esküdt 1765-ös monogrammos pecsétjében szablyát tartó oroszlán, sisakdíszben növekvőn.
A 19. század végén Cserebó Lajos volt az egyik legvagyonosabb földbirtokos Dicskén.

## Neves családtagok

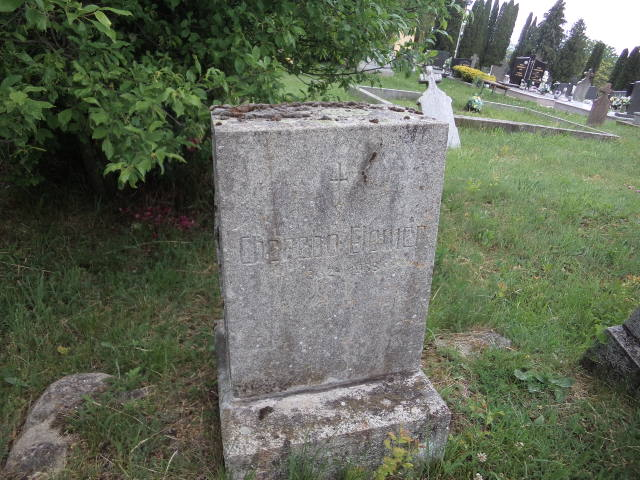
Cherebo Elemér sírköve Nemesdicskén, az utolsó férfi családtag a faluban.

- Cserebo Mihály a verebélyi és szentgyörgyi székek esküdtje 1765-ben.[13]
- Cserebo József 1825-ben Verebély széki edküdt.[14]
- Cherebo Lajos (1818 körül – 1900), a verebélyi szék főszolgabírája, aljárásbíró.[15] Feleségével együtt Verebélyen volt eltemetve, de sírját felszámolták. Ajándékozással gyarapította a Nyitrai Piarista Főgimnázium régiséggyűjteményét.[16]
- Cherebo Lajos (1869-1935) Kassa-Oderberg vasút főfelügyelője, vasútigazgatósági tanácsos
- Cherebó Tódor (1872 körül – 1915. február 4.) járási számellenőr, földbirtokos,[17] 1904-től a Királyi Magyar Természettudományi Társulat tagja.[18]
- Leányágon ebből a családból származik Evarist Czaykowszki (Czaykowszky Evariszt; 1858-1934) pápai kamarás, pozsony-újvárosi plébános, pozsonyi kanonok.[19]
- Leányágon ebből a családból származik Vörösmarty Géza (1908-1986) helytörténész.

## Lásd még
- Verebélyi család